# Zajcewe (osiedle typu miejskiego)
Zajcewe (ukr. Зайцеве) – osiedle typu miejskiego na Ukrainie, w obwodzie donieckim, w rejonie bachmuckim. W 2001 liczyło 4012 mieszkańców, spośród których 260 posługiwało się językiem ukraińskim, 3737 rosyjskim, a 15 innym.